# Satan

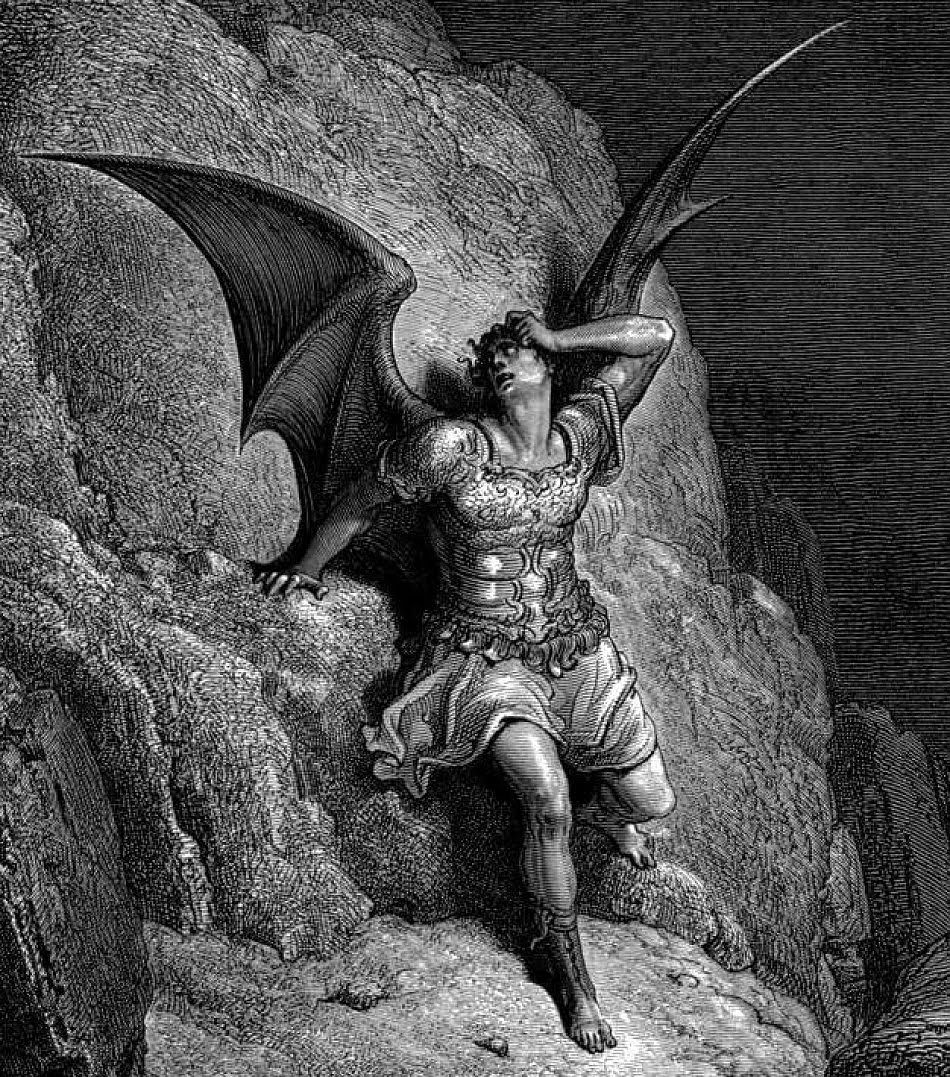
Gustave Doré, Mô tả về Satan, nhân vật phản diện trong Thiên đường đã mất của John Milton khoảng 1866.

Satan hay Sa-tăng (Heb.: הַשָּׂטָן ha-Satan "kẻ chống đối"; Gk.:Σατανᾶς Satanás; Arab.: شيطان; Aram.: צטנא, Ṣaṭana) là một nhân vật xuất hiện trong các kinh sách của những tôn giáo khởi nguồn từ Abraham.

## Kinh thánh Hebrew
Trong tiếng Do Thái, từ satan là một danh động từ có nghĩa là "cản trở, đối kháng", xuất hiện trong Sách Dân số 22:22, Sách Sa-mu-ên 29:4, Thánh Thi 109:6. Ha-Satan thường được dịch là "người buộc tội" hoặc "kẻ thù". Trong các bản kinh thánh tiếng Việt thì không dịch từ này mà giữ nguyên "Sa-tan". Mạo từ xác định ha- (tiếng Anh: the, tiếng Việt có thể tương đương như con, cái, loài, chủng...) được sử dụng để biểu đạt rằng đây là một danh hiệu được đặt cho một loại sinh vật, chứ không phải là tên riêng của một sinh vật. Do đó, sinh vật này sẽ được gọi là the-Satan (hay Việt hóa thành Sa-tan). Ha-Satan với mạo từ xác định ha xuất hiện 13 lần trong bản văn Masoretic và trong 2 cuốn kinh Hebrew:
- Sách Gióp: 1-2[7]
- Sách Xê-ca-ri-a: 3:1-2[8]